# Topusko
Topusko (Hongaars: Topuszka; Servisch: Топуско) is een gemeente in de Kroatische provincie Sisak-Moslavina.
Topusko telt 3219 inwoners. De oppervlakte bedraagt 198,3 km², de bevolkingsdichtheid is 16,2 inwoners per km².
De plaats Topusko werd gedurende de oorlog (1992/1995) tevens gebruikt als uitvalsbasis van de UN. Topusko was het hoofdkwartier van Sector Noord. Het hotel werd gebruikt als huisvesting voor alle militairen en de school als centrale plek. Met name de Denen, Nigerianen, Britten (Medisch) en Nederlanders (Verbindingsbataljon) waren daar gelegerd.
Steden (gradovi): Sisak · Glina · Hrvatska Kostajnica · Kutina · Novska · Petrinja

Gemeenten (općine): Donji Kukuruzari · Dvor · Gvozd · Hrvatska Dubica · Jasenovac · Lekenik · Lipovljani · Majur · Martinska Ves · Popovača · Sunja · Topusko · Velika Ludina